# Manifiesto de Euston

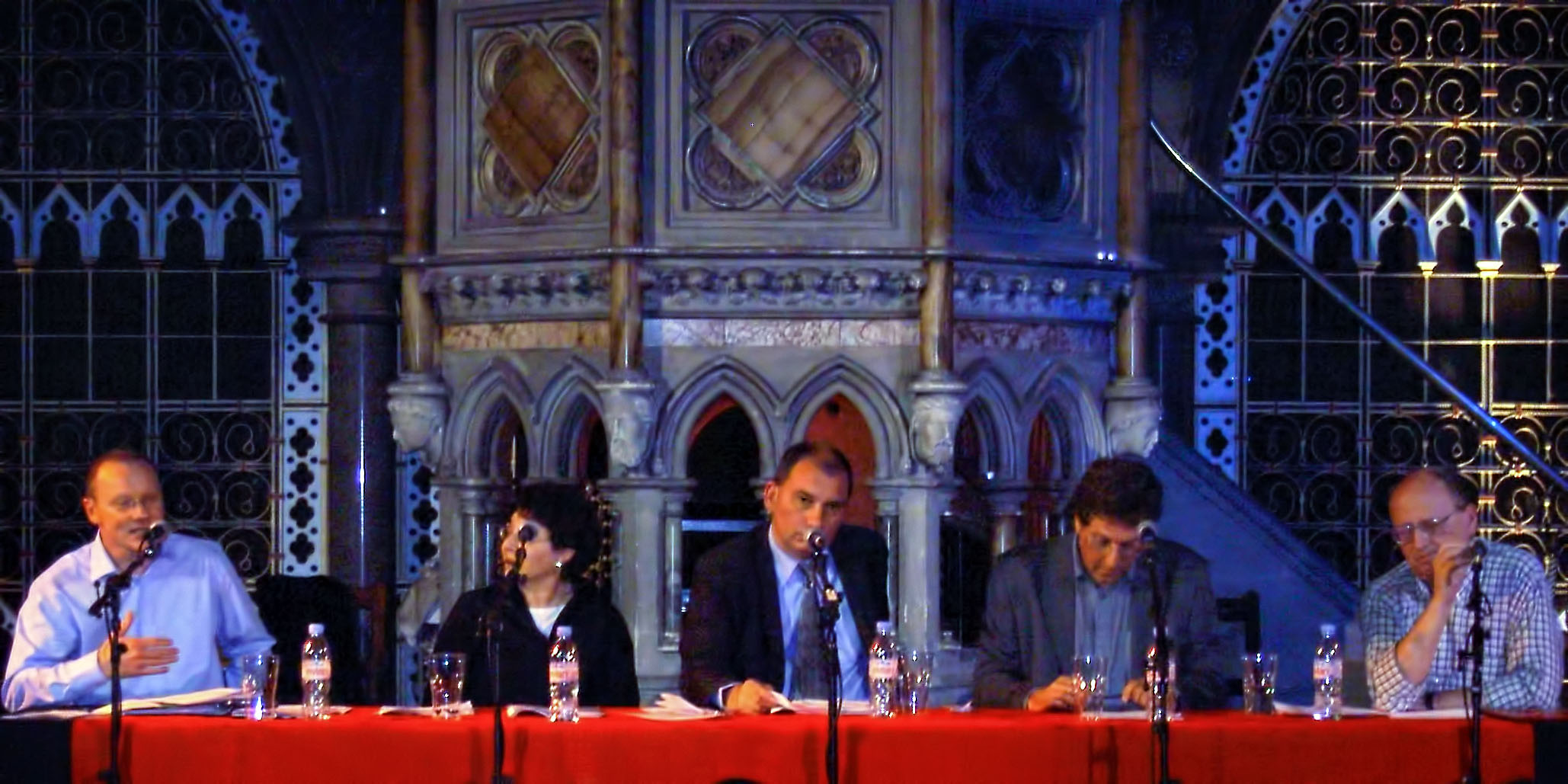
El panel en el lanzamiento público del Euston Manifesto (25 de mayo de 2006).

El Manifiesto de Euston (en inglés, Euston Manifesto) es una declaración de principios realizada por un grupo de intelectuales de izquierda en apoyo de los derechos humanos. Fue publicado por primera vez en el New Statesman el 7 de abril de 2006.

## Contenido
El manifiesto propone una nueva posición política, que abarca desde la izquierda socialista hasta los liberales igualitarios y otros comprometidos de manera clara con la democracia. Aboga por hacer un frente común con los demócratas de verdad, sean o no socialistas, con el objetivo de crear un nuevo movimiento de izquierdas que apoya la democracia, la libertad, la igualdad, el internacionalismo y la verdad histórica, y que condena las dictaduras de todo tipo e ideología, el terrorismo, el antiamericanismo, el racismo, el antisemitismo o los prejuicios contra el pueblo judío detrás del eslogan del "antisionismo".
Los firmantes dicen que rechazan "el miedo a la modernidad, el miedo a la libertad, el irracionalismo, la subordinación de las mujeres", y que se reafirman en las ideas que inspiraron los grandes llamamientos colectivos de las revoluciones democráticas del siglo XVIII: liberdad, igualdad y solidaridad, derechos humanos, busca de la felicidad [...] Pero no somos fanáticos, y por ello abrazamos igualmente los valores de la libre puesta en cuestión, el diálogo abierto y la duda creativa, del juicio ponderado y la conciencia de los límites impuestos por la realidad. Nos oponemos con el mayor vigor a la imposición de una verdad total, incuestionable y acrítica.".

## Origen
Comenzó como una conversación entre amigos (un grupo de profesores universitarios, periodistas y activistas políticos). En su primer encuentro en Londres, decidieron escribir un pequeño documento que resumiera sus puntos de vista, al que dieron publicidad en el blog.
La intención original del documento era proporcionar un punto de encuentro informal para varios blogs de izquierdas, y como base para un futuro libro que recopilara diversos escritos sobre política. Después, el grupo se reunió más formalmente, en el O'Neil's, un pub de Euston Road, Londres, donde el manifiesto recibió su nombre y se votaron sus contenidos.